# 2006年の市町村合併
2006年の市町村合併（2006ねんのしちょうそんがっぺい）では2006年に行われた日本の市町村合併の一覧を載せる。

## 1月
- 1月1日
  - 青森県南津軽郡尾上町+平賀町+碇ヶ関村=平川市（新設/市制）
  - 青森県三戸郡名川町+南部町+福地村=三戸郡南部町（新設）
  - 岩手県花巻市+稗貫郡大迫町+石鳥谷町+和賀郡東和町=花巻市（新設）
  - 岩手県二戸市+二戸郡浄法寺町=二戸市（新設）
  - 岩手県九戸郡種市町+大野村=九戸郡洋野町（新設）
  - 宮城県遠田郡小牛田町+南郷町=遠田郡美里町（新設）
  - 福島県原町市+相馬郡鹿島町+小高町=南相馬市（新設）
  - 福島県伊達郡伊達町+梁川町+保原町+霊山町+月舘町=伊達市（新設/市制）
  - 茨城県下妻市+結城郡千代川村=下妻市（編入）
  - 茨城県水海道市+結城郡石下町=常総市（編入/改称）
  - 栃木県鹿沼市+上都賀郡粟野町=鹿沼市（編入）
  - 群馬県藤岡市+多野郡鬼石町=藤岡市（編入）
  - 埼玉県行田市+北埼玉郡南河原村=行田市（編入）
  - 埼玉県深谷市+大里郡岡部町+川本町+花園町=深谷市（新設）
  - 埼玉県児玉郡神川町+神泉村=児玉郡神川町（新設）
  - 新潟県長岡市+栃尾市+三島郡与板町+和島村+寺泊町=長岡市（編入）
  - 新潟県五泉市+中蒲原郡村松町=五泉市（新設）
  - 長野県大町市+北安曇郡八坂村+美麻村=大町市（編入）
  - 長野県下伊那郡阿智村+浪合村=下伊那郡阿智村（編入）
  - 岐阜県岐阜市+羽島郡柳津町=岐阜市（編入）
  - 愛知県岡崎市+額田郡額田町=岡崎市（編入）
  - 三重県津市+久居市+安芸郡河芸町+芸濃町+美里村+安濃町+一志郡香良洲町+一志町+白山町+美杉村=津市（新設）
  - 三重県多気郡多気町+勢和村=多気郡多気町（新設）
  - 滋賀県東近江市+蒲生郡蒲生町+神崎郡能登川町=東近江市（編入）
  - 京都府福知山市+天田郡三和町+夜久野町+加佐郡大江町=福知山市（編入）
  - 京都府北桑田郡美山町+船井郡園部町+八木町+日吉町=南丹市（新設/市制）
  - 奈良県宇陀郡大宇陀町+菟田野町+榛原町+室生村=宇陀市（新設/市制）
  - 和歌山県海草郡野上町+美里町=海草郡紀美野町（新設）
  - 和歌山県有田郡吉備町+金屋町+清水町=有田郡有田川町（新設）
  - 香川県三豊郡高瀬町+山本町+三野町+豊中町+詫間町+仁尾町+財田町=三豊市（新設/市制）
  - 高知県高岡郡中土佐町+大野見村=高岡郡中土佐町（新設）
  - 佐賀県唐津市+東松浦郡七山村=唐津市（編入）
  - 佐賀県藤津郡塩田町+嬉野町=嬉野市（新設/市制）
  - 長崎県島原市+南高来郡有明町=島原市（編入）
  - 長崎県松浦市+北松浦郡福島町+鷹島町=松浦市（新設）
  - 宮崎県宮崎市+宮崎郡田野町+佐土原町+東諸県郡高岡町=宮崎市（編入）
  - 宮崎県都城市+北諸県郡山之口町+高城町+山田町+高崎町=都城市（新設）
  - 宮崎県東臼杵郡南郷村+西郷村+北郷村=東臼杵郡美郷町（新設/町制）
  - 鹿児島県鹿屋市+曽於郡輝北町+肝属郡串良町+吾平町=鹿屋市（新設）
  - 鹿児島県指宿市+揖宿郡山川町+開聞町=指宿市（新設）
  - 鹿児島県曽於郡松山町+志布志町+有明町=志布志市（新設/市制）
  - 沖縄県島尻郡玉城村+知念村+佐敷町+大里村=南城市（新設/市制）
  - 沖縄県島尻郡東風平町+具志頭村=島尻郡八重瀬町（新設）
- 1月4日
  - 福島県喜多方市+耶麻郡熱塩加納村+塩川町+山都町+高郷村=喜多方市（新設）
  - 長崎県長崎市+西彼杵郡琴海町=長崎市（編入）
- 1月10日
  - 岩手県盛岡市+岩手郡玉山村=盛岡市（編入）
  - 栃木県河内郡南河内町+下都賀郡石橋町+国分寺町=下野市（新設/市制）
  - 埼玉県本庄市+児玉郡児玉町=本庄市（新設）
  - 三重県多気郡大台町+宮川村=多気郡大台町（新設）
  - 三重県南牟婁郡紀宝町+鵜殿村=南牟婁郡紀宝町（新設）
  - 広島県尾道市+因島市+豊田郡瀬戸田町=尾道市（編入）
  - 香川県高松市+木田郡牟礼町+庵治町+香川郡香川町+香南町+綾歌郡国分寺町=高松市（編入）
  - 福岡県築上郡椎田町+築城町=築上郡築上町（新設）
- 1月23日
  - 群馬県高崎市+群馬郡倉渕村+箕郷町+群馬町+多野郡新町=高崎市（編入）
  - 千葉県八日市場市+匝瑳郡野栄町=匝瑳市（新設）
  - 岐阜県多治見市+土岐郡笠原町=多治見市（編入）

## 2月
- 2月1日
  - 北海道上磯郡上磯町+亀田郡大野町=北斗市（新設/市制）
  - 埼玉県比企郡都幾川村+玉川村=比企郡ときがわ町（新設/町制）
  - 石川県輪島市+鳳珠郡門前町=輪島市（新設）
  - 福井県福井市+足羽郡美山町+丹生郡越廼村+清水町=福井市（編入）
  - 愛知県豊川市+宝飯郡一宮町=豊川市（編入）
- 2月6日
  - 北海道広尾郡忠類村+中川郡幕別町=中川郡幕別町（編入）
- 2月11日
  - 兵庫県洲本市+津名郡五色町=洲本市（新設）
  - 福岡県鞍手郡宮田町+若宮町=宮若市（新設/市制）
- 2月13日
  - 福井県吉田郡松岡町+永平寺町+上志比村=吉田郡永平寺町（新設）
  - 滋賀県長浜市+東浅井郡浅井町+びわ町=長浜市（新設）
  - 滋賀県愛知郡秦荘町+愛知川町=愛知郡愛荘町（新設）
- 2月20日
  - 岩手県水沢市+江刺市+胆沢郡前沢町+胆沢町+衣川村=奥州市（新設）
  - 茨城県土浦市+新治郡新治村=土浦市（編入）
  - 群馬県渋川市+勢多郡北橘村+赤城村+北群馬郡子持村+小野上村+伊香保町=渋川市（新設）
  - 山梨県東八代郡豊富村+中巨摩郡玉穂町+田富町=中央市（新設/市制）
  - 宮崎県延岡市+東臼杵郡北方町+北浦町=延岡市（編入）
- 2月25日
  - 宮崎県日向市+東臼杵郡東郷町=日向市（編入）
- 2月27日
  - 青森県弘前市+中津軽郡岩木町+相馬村=弘前市（新設）
  - 熊本県菊池郡合志町+西合志町=合志市（新設/市制）

## 3月
- 3月1日
  - 北海道伊達市+有珠郡大滝村=伊達市（編入）
  - 北海道沙流郡日高町+門別町=沙流郡日高町（新設）
  - 青森県上北郡百石町+下田町=上北郡おいらせ町（新設）
  - 山梨県甲府市+東八代郡中道町+西八代郡上九一色村（梯・古関地区）=甲府市（編入）
  - 山梨県西八代郡上九一色村（精進・本栖・富士ヶ嶺地区）+南都留郡富士河口湖町=南都留郡富士河口湖町（編入）
  - 京都府与謝郡加悦町+岩滝町+野田川町=与謝郡与謝野町（新設）
  - 和歌山県橋本市+伊都郡高野口町=橋本市（新設）
  - 和歌山県西牟婁郡白浜町+日置川町=西牟婁郡白浜町（新設）
  - 岡山県和気郡佐伯町+和気町=和気郡和気町（新設）
  - 広島県福山市+深安郡神辺町=福山市（編入）
  - 徳島県三好郡三野町+池田町+山城町+井川町+東祖谷山村+西祖谷山村=三好市（新設/市制）
  - 徳島県三好郡三好町+三加茂町=三好郡東みよし町（新設）
  - 高知県香美郡赤岡町+香我美町+野市町+夜須町+吉川村=香南市（新設/市制）
  - 高知県香美郡土佐山田町+香北町+物部村=香美市（新設/市制）
  - 佐賀県武雄市+杵島郡山内町+北方町=武雄市（新設）
  - 佐賀県神埼郡三田川町+東脊振村=神埼郡吉野ヶ里町（新設）
  - 佐賀県西松浦郡有田町+西有田町=西松浦郡有田町（新設）
  - 熊本県玉名郡菊水町+三加和町=玉名郡和水町（新設）
- 3月3日
  - 福井県遠敷郡名田庄村+大飯郡大飯町=大飯郡おおい町（新設）
- 3月5日
  - 北海道北見市+常呂郡端野町+留辺蘂町+常呂町=北見市（新設）
- 3月6日
  - 岩手県久慈市+九戸郡山形村=久慈市（新設）
  - 長野県上田市+小県郡丸子町+真田町+武石村=上田市（新設）
  - 福岡県田川郡金田町+赤池町+方城町=田川郡福智町（新設）
- 3月13日
  - 鹿児島県出水市+出水郡野田町+高尾野町=出水市（新設）
- 3月15日
  - 山梨県北杜市+北巨摩郡小淵沢町=北杜市（編入）
- 3月18日
  - 群馬県安中市+碓氷郡松井田町=安中市（新設）
- 3月19日
  - 茨城県笠間市+西茨城郡友部町+岩間町=笠間市（新設）
- 3月20日
  - 北海道枝幸郡枝幸町+歌登町=枝幸郡枝幸町（新設）
  - 秋田県山本郡琴丘町+山本町+八竜町=山本郡三種町（新設）
  - 福島県南会津郡田島町+舘岩村+伊南村+南郷村=南会津郡南会津町（新設）
  - 栃木県日光市+今市市+上都賀郡足尾町+塩谷郡栗山村+藤原町=日光市（新設）
  - 千葉県安房郡富浦町+富山町+三芳村+白浜町+千倉町+丸山町+和田町=南房総市（新設/市制）
  - 神奈川県相模原市+津久井郡津久井町+相模湖町=相模原市（編入）
  - 新潟県燕市+西蒲原郡分水町+吉田町=燕市（新設）
  - 福井県坂井郡三国町+丸岡町+春江町+坂井町=坂井市（新設/市制）
  - 愛知県西春日井郡師勝町+西春町=北名古屋市（新設/市制）
  - 滋賀県大津市+滋賀郡志賀町=大津市（編入）
  - 兵庫県加東郡社町+滝野町+東条町=加東市（新設/市制）
  - 山口県岩国市+玖珂郡由宇町+玖珂町+本郷村+周東町+錦町+美川町+美和町=岩国市（新設）
  - 徳島県阿南市+那賀郡那賀川町+羽ノ浦町=阿南市（編入）
  - 香川県仲多度郡琴南町+満濃町+仲南町=仲多度郡まんのう町（新設）
  - 高知県高岡郡窪川町+幡多郡大正町+十和村=高岡郡四万十町（新設）
  - 高知県幡多郡佐賀町+大方町=幡多郡黒潮町（新設）
  - 福岡県甘木市+朝倉郡杷木町+朝倉町=朝倉市（新設）
  - 福岡県京都郡犀川町+勝山町+豊津町=京都郡みやこ町（新設）
  - 佐賀県神埼郡神埼町+千代田町+脊振村=神埼市（新設/市制）
  - 宮崎県小林市+西諸県郡須木村=小林市（新設）
  - 鹿児島県名瀬市+大島郡住用村+笠利町=奄美市（新設）
  - 鹿児島県出水郡東町+長島町=出水郡長島町（新設）
- 3月21日
  - 秋田県能代市+山本郡二ツ井町=能代市（新設）
  - 岡山県浅口郡金光町+鴨方町+寄島町=浅口市（新設/市制）
  - 香川県小豆郡内海町+池田町=小豆郡小豆島町（新設）
  - 香川県綾歌郡綾上町+綾南町=綾歌郡綾川町（新設）
- 3月26日
  - 福岡県飯塚市+嘉穂郡筑穂町+穂波町+庄内町+頴田町=飯塚市（新設）
- 3月27日
  - 北海道岩見沢市+空知郡北村+栗沢町=岩見沢市（編入）
  - 北海道名寄市+上川郡風連町=名寄市（新設）
  - 北海道虻田郡虻田町+洞爺村=虻田郡洞爺湖町（新設）
  - 北海道勇払郡早来町+追分町=勇払郡安平町（新設）
  - 北海道勇払郡鵡川町+穂別町=勇払郡むかわ町（新設）
  - 秋田県山本郡八森町+峰浜村=山本郡八峰町（新設）
  - 茨城県筑波郡伊奈町+谷和原村=つくばみらい市（新設/市制）
  - 茨城県東茨城郡小川町+美野里町+新治郡玉里村=小美玉市（新設/市制）
  - 群馬県富岡市+甘楽郡妙義町=富岡市（新設）
  - 群馬県勢多郡東村+新田郡笠懸町+山田郡大間々町=みどり市（新設/市制）
  - 群馬県吾妻郡東村+吾妻町=吾妻郡東吾妻町（新設）
  - 千葉県成田市+香取郡下総町+大栄町=成田市（編入）
  - 千葉県佐原市+香取郡小見川町+山田町+栗源町=香取市（新設）
  - 千葉県山武郡成東町+山武町+蓮沼村+松尾町=山武市（新設/市制）
  - 千葉県匝瑳郡光町+山武郡横芝町=山武郡横芝光町（新設）
  - 岐阜県大垣市+養老郡上石津町+安八郡墨俣町=大垣市（編入）
  - 兵庫県姫路市+飾磨郡家島町+夢前町+神崎郡香寺町+宍粟郡安富町=姫路市（編入）
  - 福岡県山田市+嘉穂郡稲築町+碓井町+嘉穂町=嘉麻市（新設）
  - 熊本県本渡市+牛深市+天草郡有明町+御所浦町+倉岳町+栖本町+新和町+五和町+天草町+河浦町=天草市（新設）
- 3月31日
  - 北海道網走郡東藻琴村+女満別町=網走郡大空町（新設）
  - 北海道静内郡静内町+三石郡三石町=日高郡（新設）新ひだか町（新設）
  - 宮城県気仙沼市+本吉郡唐桑町=気仙沼市（新設）
  - 宮城県古川市+志田郡松山町+三本木町+鹿島台町+玉造郡岩出山町+鳴子町+遠田郡田尻町=大崎市（新設）
  - 富山県黒部市+下新川郡宇奈月町=黒部市（新設）
  - 長野県伊那市+上伊那郡高遠町+長谷村=伊那市（新設）
  - 静岡県静岡市+庵原郡蒲原町=静岡市清水区（編入）
  - 徳島県海部郡由岐町+日和佐町=海部郡美波町（新設）
  - 徳島県海部郡海南町+海部町+宍喰町=海部郡海陽町（新設）
  - 長崎県佐世保市+北松浦郡宇久町+小佐々町=佐世保市（編入）
  - 長崎県南高来郡加津佐町+口之津町+南有馬町+北有馬町+西有家町+有家町+布津町+深江町=南島原市（新設/市制）
  - 大分県東国東郡国見町+国東町+武蔵町+安岐町=国東市（新設/市制）

## 4月
- 4月1日
  - 愛知県海部郡十四山村+弥富町=弥富市（編入/市制）

## 8月
- 8月1日
  - 山梨県笛吹市+東八代郡芦川村=笛吹市（編入）

## 10月
- 10月1日
  - 群馬県高崎市+群馬郡榛名町=高崎市（編入）
  - 福岡県八女市+八女郡上陽町=八女市（編入）